# Sparkasse Fürstenfeldbruck
Die Sparkasse Fürstenfeldbruck ist ein öffentlich-rechtliches Kreditinstitut mit Sitz in Fürstenfeldbruck. Ihr Geschäftsgebiet ist der Landkreis Fürstenfeldbruck. Träger ist der Zweckverband Kreis- und Stadtsparkasse Fürstenfeldbruck, dessen Mitglieder der Landkreis und die Große Kreisstadt Fürstenfeldbruck sind.

## Geschäftsausrichtung und Geschäftserfolg
Die Sparkasse Fürstenfeldbruck wies im Geschäftsjahr 2023 eine Bilanzsumme von 4,3 Mrd. Euro aus und verfügte über Kundeneinlagen von 3,345 Mrd. Euro. Gemäß der Sparkassenrangliste 2023 liegt sie nach Bilanzsumme auf Rang 114. Sie unterhält 17 Filialen/Selbstbedienungsstandorte und beschäftigt 631 Mitarbeiter.

## Geschichte
Obwohl gemäß einer Korrespondenz des königlich-bayerischen Landgerichts Bruck mit der Marktgemeindeverwaltung bereits erstmals 1836 über die Gründung einer Sparkasse in Fürstenfeldbruck verhandelt wurde, erfolgte die Gründung der Sparkasse Fürstenfeldbruck erst im Jahr 1883. In zwei Sitzungen am 2. April und 4. Mai 1883 wurde im Magistrat sowie Gemeinde-Collegium schließlich das „Statut der Sparkassa des Marktes Bruck“ beraten und beschlossen.

## Leitung
Vorsitzender der Sparkassa-Commission
- 1883–1894; Johann B. Miller
- 1894–1900; Josef B. Keller
- 1900–1919; Georg Sinzinger
- 1919–1922; Leonhard Plonner

Sparkassenleiter
- 1923–1925; Fritz Fischer
- 1925–1945; Georg Geiß
- 1945–1947; Emilie Ott
- 1947–1960; Heinrich Perzlmaier
- 1960–1970; Walter Well

Vorsitzender des Vorstandes
- 1970–1983; Walter Well
- 1983–1987; Helmut Keitel
- 1987–1993; Franz X. Weigl
- 1994–2001; Christian Küster
- 2001–2018; Klaus Knörr
- 2019–2022; Peter Harwalik
- Seit 2022 Frank Opitz